# オルンシュタイン・ゼルニケ方程式
オルンシュタイン・ゼルニケ方程式（オルンシュタイン・ゼルニケほうていしき、英: Ornstein–Zernike equation, OZ方程式）とは、統計力学において、直接相関関数を定める積分方程式の一つである。基本的には、2分子間の相関がどのように計算されるかを記述する。主に液体理論の分野に応用されている。この名称は2人の物理学者レオナルド・オルンシュタインとフリッツ・ゼルニケの名に由来する。

## 導出
以下の導出は、実際には発見的手法である。厳密な導出には膨大なグラフ解析または関数的技巧が要求される。全導出については文献を参照のこと。
次のように全相関関数を定義すると便利である。
{\displaystyle h(r_{12})=g(r_{12})-1\,}
これは分子1が、距離{\displaystyle r_{12}}離れた分子2に対し、動径分布関数{\displaystyle g(r_{12})}をもって及ぼす「影響」の度合いである。1914年にオルンシュタインとゼルニケは、この影響を2つの寄与、すなわち直接的な部分と間接的な部分とに分けることを提案した。直接的な寄与は直接相関関数によって与えられると定められ、{\displaystyle c(r_{12})}で示される。間接的な部分は分子1から新たな分子（分子3）への影響によるものであり、そして分子3は分子2に直接的および間接的な影響を与える。間接的な効果は密度によって重み付けされ、分子3がとりうるすべての位置について平均される。この分解は数学的には次のように記述される。
{\displaystyle h(r_{12})=c(r_{12})+\rho \int d\mathbf {r} _{3}c(r_{13})h(r_{23})\,}
これがオルンシュタイン・ゼルニケ方程式と呼ばれている。興味深いのは、間接的影響の除去によって、{\displaystyle c(r)}が{\displaystyle h(r)}よりも短距離的になっており、より簡単に記述することが可能となっている点である。OZ方程式は次のような興味深い性質を持っている。すなわち、方程式全体に{\displaystyle \mathbf {r_{12}} \equiv |\mathbf {r} _{2}-\mathbf {r} _{1}|}である{\displaystyle e^{i\mathbf {k\cdot r_{12}} }}を掛け、{\displaystyle d\mathbf {r} _{1}}と{\displaystyle d\mathbf {r} _{2}}で積分することによって、次の式を得る。
{\displaystyle \int d\mathbf {r} _{1}d\mathbf {r} _{2}h(r_{12})e^{i\mathbf {k\cdot r_{12}} }=\int d\mathbf {r} _{1}d\mathbf {r} _{2}c(r_{12})e^{i\mathbf {k\cdot r_{12}} }+\rho \int d\mathbf {r} _{1}d\mathbf {r} _{2}d\mathbf {r} _{3}c(r_{13})e^{i\mathbf {k\cdot r_{12}} }h(r_{23}).\,}
{\displaystyle h(r)}, {\displaystyle c(r)}のフーリエ変換をそれぞれ{\displaystyle {\hat {H}}(\mathbf {k} )}, {\displaystyle {\hat {C}}(\mathbf {k} )}と表せば、先の式は次のように書き直すことができる。
{\displaystyle {\hat {H}}(\mathbf {k} )={\hat {C}}(\mathbf {k} )+\rho {\hat {H}}(\mathbf {k} ){\hat {C}}(\mathbf {k} )\,}
この式を整理して、次の表式を得る。
{\displaystyle {\hat {C}}(\mathbf {k} )={\frac {{\hat {H}}(\mathbf {k} )}{1+\rho {\hat {H}}(\mathbf {k} )}}\,\,\,\,\,\,\,{\hat {H}}(\mathbf {k} )={\frac {{\hat {C}}(\mathbf {k} )}{1-\rho {\hat {C}}(\mathbf {k} )}}.\,}
{\displaystyle h(r)}と{\displaystyle c(r)}（あるいは、等価であるが、各々のフーリエ変換）の両方を同時に解くためには、もう一つ別の方程式を必要とする。そのような方程式は閉包関係と呼ばれている。OZ方程式は、形式的には、全相関関数{\displaystyle h(r)}による直接相関関数{\displaystyle c(r)}の定義、とみることもできる。研究対象の系の詳細（特に相互作用ポテンシャルの形状{\displaystyle u(r)}）は閉包関係の選択において考慮される。一般的に用いられる閉包関係はパーカス・イェヴィク近似である。これは侵入できない中心部を持つ粒子によく適合している。もう一つよく用いられる閉包関係に超網目状鎖方程式があり、「より柔らかい」ポテンシャルに広く用いられる。さらなる情報については文献を参照のこと。